# فیلیزلی (گوله)
فیلیزلی (به ترکی استانبولی: Filizli) یک منطقهٔ مسکونی در ترکیه است که در گوله (شهر) واقع شده‌است.